# Kurtbey
Kurtbey es una ciudad del distrito de Uzunköprü, en la Provincia de Edirne,Turquía, situado en la llanura oriental de Trakya. La distancia a Uzunköprü es de 25 kilómetros. La población de Kurtbey era de 1506 habitantes en el 2013.
Esta ciudad fue fundada durante el gobierno del Imperio Otomano alrededor de los siglos XIV-XV  por un akıncı (Milicianos otomanos) , el jefe de estos nombró a la ciudad con el nombre de Kurtbey. En el siglo XIX durante la guerra Ruso-Turca (1877-1878) llegaron a la ciudad refugiados musulmanes procedentes de Bulgaria (mayormente Pomancos) y de Rumanía. La economía de la ciudad se basa principalmente en la agricultura , se cultiva principalmente trigo, arroz, girasol, remolacha y sandía.